# Aduto
Um aduto (do latim adductus, "atraído") é o produto da adição direta de duas ou mais moléculas diferentes, resultando em um único produto de reação contendo todos os átomos de todos os componentes iniciais. O resultado é considerado uma espécie molecular distinta. Exemplos incluem o aduto entre peróxido de sódio e carbonato de sódio para criar o percarbonato de sódio, e a adição de bissulfito de sódio a um aldeído para dar sulfonato.
Adutos quase sempre se formam entre um ácido de Lewis e uma base de Lewis. Um bom exemplo seria a formação de adutos entre o borano (ácido de Lewis) e o átomo de oxigênio nas bases de Lewis, tetraidrofurano (THF):BH3•O(CH2)4 ou éter dietílico: BH3•O(CH3CH2)2.
- Ball and stick diagram of the Lewis adduct between BH<sub

"Ball
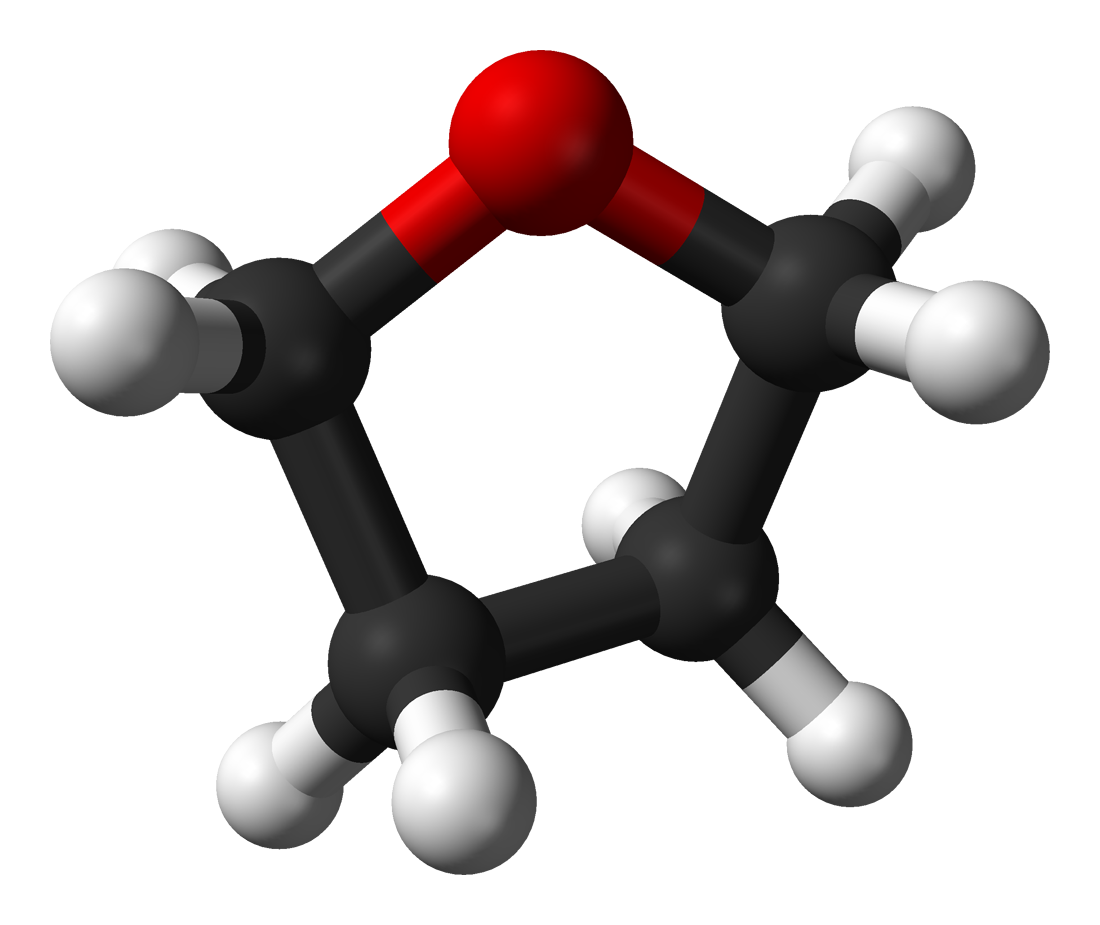
Molécula de THF.
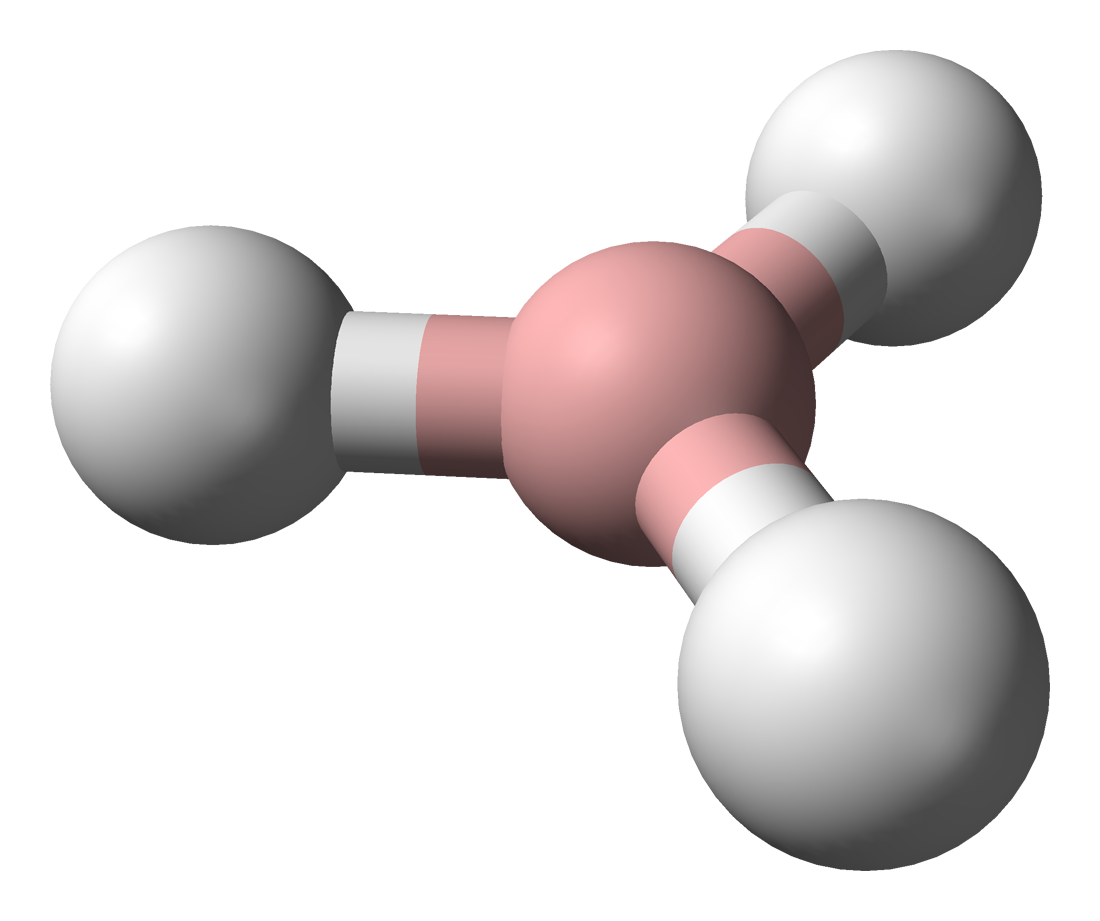
Molécula de BH3
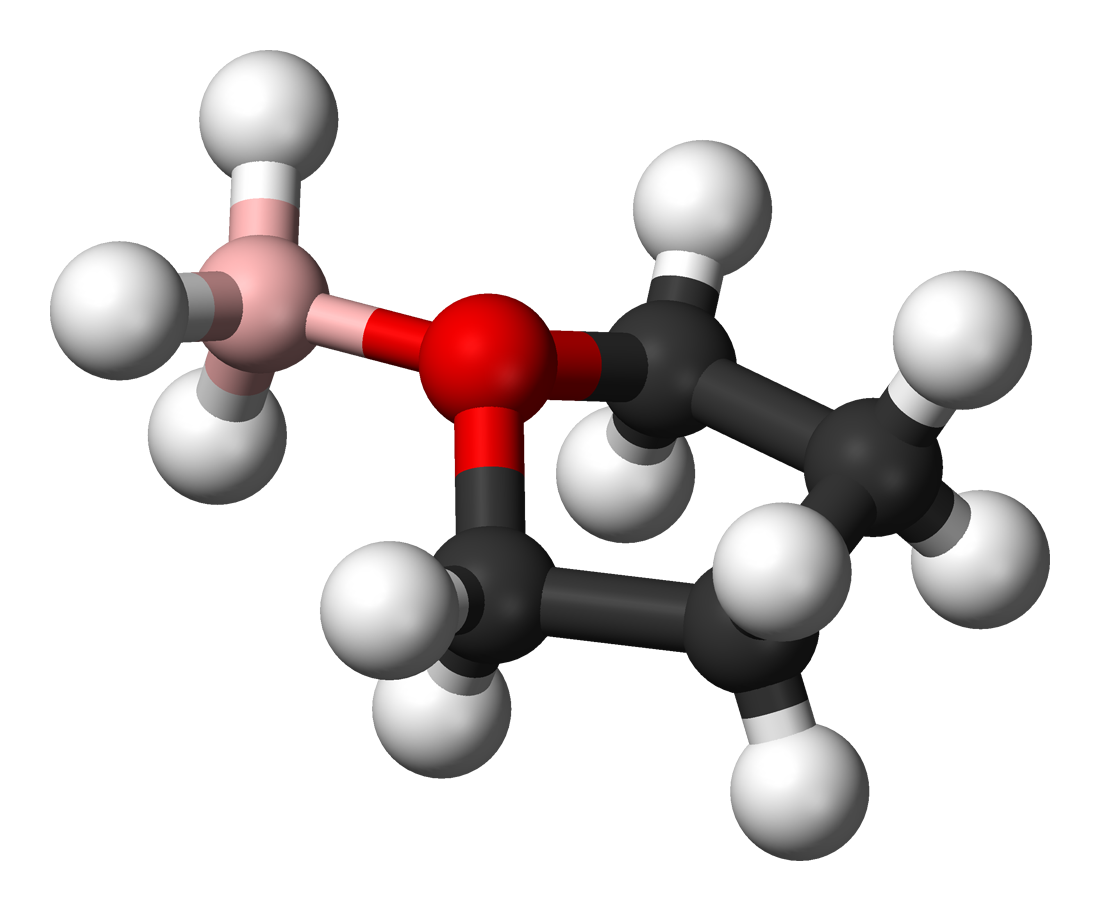
Aduto de Lewis entre BH3 e THF,

Compostos ou misturas que não formam um aduto por causa de impedimento estérico são chamados pares de Lewis frustrados.
Adutos não são necessariamente de natureza molecular. Um bom exemplo da química do estado sólido são os adutos de etileno ou monóxido de carbono com CuAlCl4. O último é um sólido com uma extensa extrutura em grade. Sobre a formação do aduto uma nova fase estendida é formada, na qual as moléculas do gás são incorporadas (inseridas) como ligantes dos átomos de cobre da estrutura. Esta reação pode também ser considerada uma reação entre uma base e um ácido de Lewis, sendo o cobre o receptor e as moléculas de gás a doadoras dos elétrons pi.

## Íons adutos
Um íon aduto é formado a partir de um íon precursor e contém todos os átomos constituintes de tal íon bem como átomos ou moléculas adicionais.